# Ivan Otto Mikšovič
Ivan Otto Mikšovič (2. října 1909, Turnov – 30. srpna 1987, Praha) byl český skaut, novinář a spisovatel.

## Život
Ivan Otto Mikšovič se narodil roku 1909 v Turnově jako nejmladší ze tří dětí. Od svých 16 let psal povídky, fejetony, zprávy a reportáže pro deník Národní politika. Od roku 1931 pracoval jako redaktor Týdne horských okresů v Železném Brodě. Po několika letech odtud přešel do turnovských Pojizerských listů, kde kromě reportáží a zpravodajství otiskl na pokračování své dva romány Zločin v bouři, který vyšel dokonce knižně, a Skleněný svět, věnovaný vzniku sklářství na Železnobrodsku. Je považován za zakladatele skautingu v Jilemnici. Spolupracoval také Československým rozhlasem a roku 1945 začal vydávat v Jablonci nsd Nisou první české noviny Naše právo. Poté pracoval až do roku 1951 v deníku Stráž severu v Liberci. Rovněž byl tiskovým zpravodajem Junáka.
Roku 1951 byl zatčen za smyšlenou protistátní činnost a v rámci procesu s tzv. skupinou doktora Karla Průchy odsouzen na deset let vězení. V pracovním táboře pro politické odpůrce komunistického režimu Vojna u Příbrami dokázal napsat román pro chlapce Měděný důl. Rukopisu hrozilo zničení, ale díky jednomu dozorci byl zachráněn. Propuštěn a rehabilitován byl roku 1960, poté pracoval jako tiskový redaktor a fotograf v nakladatelství Práce do svých 68 let. Jako novinář procestoval řadu zemí a své reportáže doprovázel vlastními fotografiemi.